# Ocyusa picina
Ocyusa picina är en skalbaggsart som först beskrevs av Aubé 1850.  Ocyusa picina ingår i släktet Ocyusa, och familjen kortvingar. Arten är reproducerande i Sverige.